# Team Silent
A Team Silent egy fejlesztőcsapat a Konami cégnél, akik a Silent Hill elnevezésű videójáték-sorozatért felelősek, leszámítva a Silent Hill: Origins részt a Sony PlayStation Portable készülékére, és a Silent Hill Homecoming-ot, mert ezeket a Konami által megbízott Climax Studios és Double Helix készítette. A "Silent Hill: Shattered Memories"-t is a Climax készíti.
A fejlesztőcsapat fontosabb tagjai:
- Jamaoka Akira: zeneszerző.
- Imamura Akihiro: gyártásvezető, és rendszerprogramozó.
- Ito Maszahiro: művészeti elemekért, és a lények kidolgozásáért felelős.
- Cubojama Maszasi: művészeti- és játékvezető.
- Murakosi Szuguru: Silent Hill 2 drámafelelős, és a 4. rész rendezője.
- Szato Takajosi: a szereplők kidolgozottságáért, és a CGI videókért felelős.

A Team Silent fontos szerepet játszott a Silent Hill film (magyar címén: Silent Hill – A halott város) készítésében is, aminek készültét folyamatosan ellenőrizték, valamint bizonyos körökben besegítettek annak előállításában.